# M.Devihalli, Hassan
M.Devihalli là một làng thuộc tehsil Hassan, huyện Hassan, bang Karnataka, Ấn Độ.